# دستجرد (تاکستان)
دستجرد (تاکستان)، روستایی از توابع بخش مرکزی شهرستان تاکستان در استان قزوین ایران است.
این روستا در بین راهی که از جاده قزوین تاکستان به جاده قزوین رشت می‌رود قرار دارد.
این روستا دارای دو مسجد است که یکی غیرفعال است و مسجد فعال آن مسجد چهارده معصوم است. این روستا در منطقه‌ای قرار دارد که معمولاً دارای وزش باد یا نسیم است و از این رو هوای بسیار خنکی را در تابستان دارد.

## جمعیت
این روستا در دهستان قاقازان شرقی قرار دارد و براساس سرشماری مرکز آمار ایران در سال ۱۳۸۵، جمعیت آن ۷۴۱ نفر (۱۹۳خانوار) بوده‌است.